# Коккерилл, Гленн
Гленн Кокерилл (англ. Glenn Cockerill; 25 августа 1959, Гримсби, Англия) — английский футболист, тренер.

## Карьера
Кокерилл начал свою карьеру в «Лут Юнайтед», выступающем вне-лиги, и сделал свое имя в профессиональной игре, выступая за клуб «Линкольн Сити». Также играл за «Суиндон Таун» и «Шеффилд Юнайтед», прежде чем присоединиться к «Саутгемптону» в октябре 1985 года. Он покинул «Святых» в декабре 1993 года, сыграв 358 матчей за клуб во всех соревнованиях. Позже провел три сезона в «Лейтон Ориент», прежде чем закончить карьеру игрока после игры в «Фулхэме» и «Брентфорде».